# All the Beauty and the Bloodshed

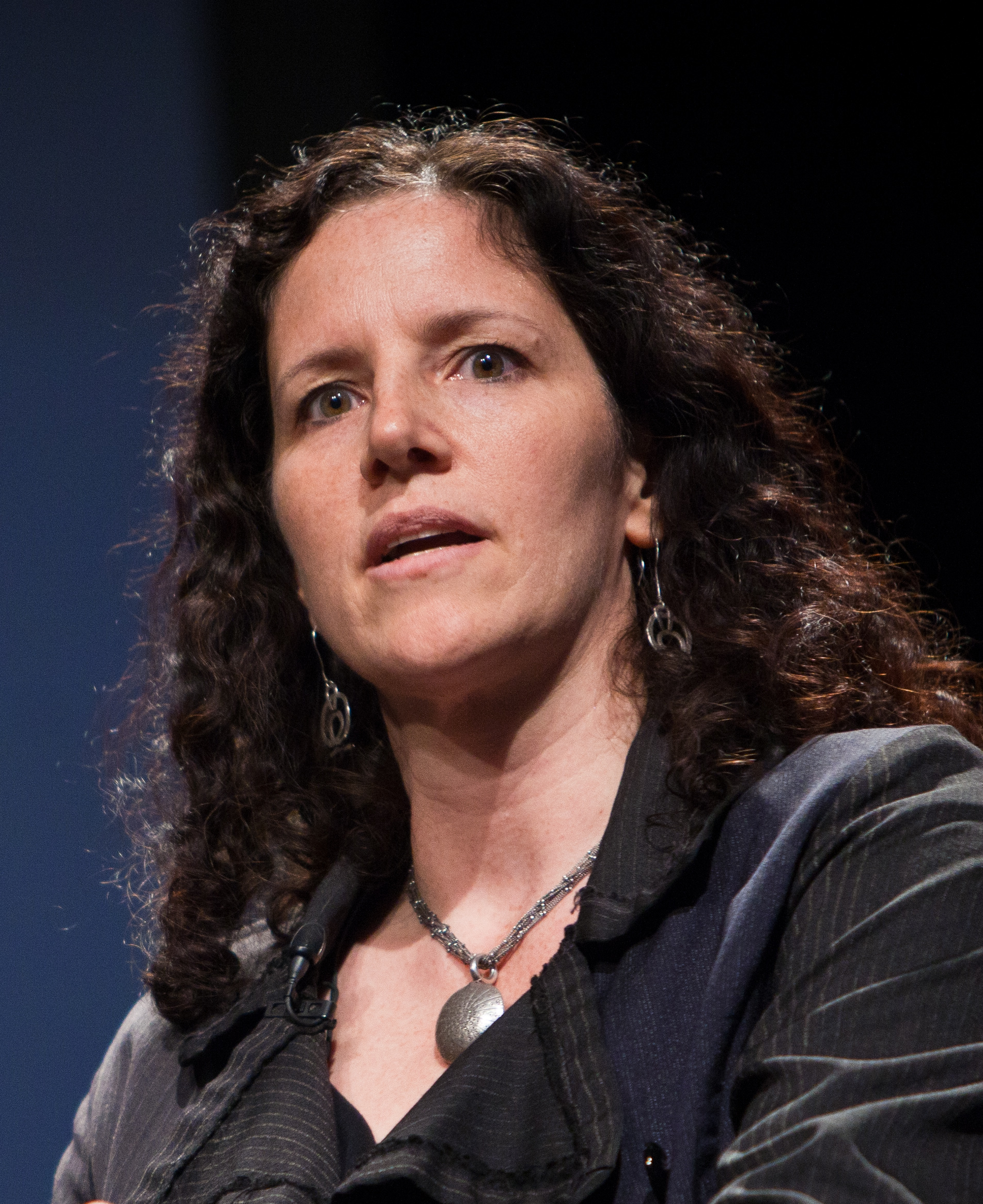
Regisseur Laura Poitras.

'All the Beauty and the Bloodshed' is een Amerikaanse documentairefilm uit 2022 die de levensloop van Nan Goldin schetst, en de rol van de familie Sackler in de opioïdencrisis onderzoekt. De film is geproduceerd, mede gemonteerd en geregisseerd door Laura Poitras.
De film ging op 3 september 2022 in première op het Filmfestival van Venetië 2022, waar hij werd bekroond met de Gouden Leeuw, waarmee het de tweede documentaire was (na Sacro GRA in 2013) die de hoofdprijs in Venetië won. Hij werd ook als hoofdfilm vertoond op het Filmfestival van New York 2022. De film werd op 23 november 2022 in de bioscoop uitgebracht, en kreeg veel bijval van filmrecensenten, met onder meer een nominatie voor de Oscar voor beste documentaire.